# Val-David (Québec)
Val-David è un villaggio del Canada, situato nella provincia del Québec, nella regione di Laurentides.